# 3007 Reaves
3007 Reaves (1979 UC) là một tiểu hành tinh vành đai chính được phát hiện ngày 17 tháng 10 năm 1979 bởi E. Bowell ở Flagstaff (AM).